# أداب (مدينة)
أداب هي مدينة سومرية قديمة تقع بين تيلوه ونيبور تسمى حاليا بسمايا أو بسميا في محافظة واسط في العراق. ، كشفت الحفريات التي قام بها عالم الآثار الأمريكي إدغار جيمس بانكس (1903-1904) عن مبانٍ تعود إلى فترة ما قبل التاريخ وإلى فترة متأخرة من عهد أور-نمو (حكم 2112-2095 قبل الميلاد). كانت آداب مركزاً سومرياً مهماً حتى عام 2000 تقريباً. وقد نسبت قائمة الملوك السومرية إلى المدينة إحدى السلالات السومرية المبكرة التي تضم ملكاً واحداً فقط هو لوغال-آن-موندو، الذي قيل إنه حكم لمدة 90 عاماً؛ ووفقاً لموقعه في قائمة الملوك فإن فترة حكمه كانت حوالي 2400. في جميع الأوقات الأخرى من تاريخها تقريبًا كان يحكم أداب ملوك سيطروا على كل أو معظم بابل (جنوب بلاد ما بين النهرين). وكان الإله الرئيسي للمدينة هو الإلهة ننهورساج.

## تاريخ
تعتبر أداب اولى السلالات السومرية والتي اتخذت من الإله إنانا الها لها حيث بناء العديد من المعابد من اجل عبادة الإله إنانا التي بنيت خلال عهد دوموزيد الراعي ملك أوروك والتي كانت تسمى ايشار، ظهرت بعض النصوص في بسمايا كانت تدل إلى الملك ميسيليم ملك كيش، واحد من ملوك سلالة اداب ظهر في قائمة الملوك السومرية وهو لوغال أني موندو، كانت تعتبر مدينة استرتيجية نظرا لكونها تقع على طرق القوافل التجارية التي كانت تربط بلاد عيلام مع لبنان والأموريون في الأردن. كما كشفت بعض الألواح التي كانت تعود من مدينة ابلا التي تقع شمال شرق سوريا وهذا مما يكشف بأن أداب كانت تتاجر مع هذه المدينة قبل ان يتم تدميرها من جيش غير معروف.
تم الكشف عن تمثال في مدينة اداب تعود إلى ملك اخر وتم ترجمته باسم لوغال دودو وإيسار.
قام الملك الاكدي نرام سين بإعادة بناء أداب وقام أيضا ببناء معبد للاله إنانا، لكن المعبد لم يتم إيجاده حتى الآن.